# Flavius Koczi
Flavius Koczi (né le 26 août 1987 à Reșița, Roumanie) est un gymnaste roumain.

## Palmarès

### Jeux olympiques
- Pékin 2008
  - 7e au saut
  - 7e au concours général par équipes

- Londres 2012
  - 7e au sol
  - 7e au saut

### Championnats du monde
- Londres 2009
  -  médaille d'argent au saut de cheval

### Championnats d'Europe
- Volos 2006
  -  médaille d'or au cheval d'arçons
  -  médaille d'argent par équipes

- Amsterdam 2007
  -  médaille de bronze au cheval d'arçons

- Lausanne 2008
  -  médaille de bronze par équipes

- Milan 2009
  -  médaille d'argent au saut de cheval

- Birmingham 2010
  -  médaille de bronze au saut de cheval
  - 7e au concours par équipes.

- Berlin 2011
  -  médaille d'or au sol
  -  médaille d'argent au concours général individuel
  - 4e au saut de cheval

- Montpellier 2012
  -  médaille de bronze au concours par équipes
  -  médaille d'or au saut

- Moscou 2013
  -  médaille d'argent au saut